# Мосхохори
Мосхохори (грч. Μοσχοχώρι) је насељено место у општини Катерини у периферији Средишња Македонија, Грчка. Према попису из 2021. године било је 462 становника.
Насеље је подигнуто после Грчког грађанског рата насељавањем грчких избегличких породица. На попису из 1961. године Мосхохори је имао 470 становника. Село се раније звало Декато Хилиометро (Десети Километар).